# Cakle
Cakle – jedna z ras owcy domowej, hodowana w Polsce.
Jest to rasa owiec górskich, tradycyjnie chowana na Podhalu i w Karpatach.  Najczęściej owce tej rasy utożsamia się z polską owcą górską, należy jednak zwrócić uwagę, że pierwotne cakle obecnie w Polsce prawie nie występują. Stało się tak,  ponieważ przez wiele lat modyfikowano je przez krzyżowanie uszlachetniające z innymi rasami owiec. W 2007 roku opracowano program ochrony zasobów genetycznych tej rasy.

## Pokrój
Cakle posiadają mieszaną okrywę wełnistą, odporną na trudne warunki meteorologiczne. Okrywa cakli  składa się z włosów puchowych i rdzeniowych. Wyróżnia się odmianę wschodnią i zachodnią. Na Podhalu i w Karpatach Zachodnich hodowana była odmiana biała, zaś we wschodniej Małopolsce hodowano odmianę czarną.